# Садовое (Генический район)
Садовое (укр. Садове) — село в Новотроицкой поселковой общине Генического района Херсонской области Украины.
Население по переписи 2001 года составляло 215 человек. Почтовый индекс — 75360. Телефонный код — 5548. Код КОАТУУ — 6524484004.